# Simon II. de Bucy
Simon II. de Bucy, auch Simon II. de Buci geschrieben, (* in den 1290ern; † 7. Mai 1369) war – mit einer kurzen Unterbrechung – von März 1345 bis zu seinem Tod Erster Präsident des  Parlements von Paris. Als Berater und Vertrauter der französischen Könige Philipp VI., Johann II. und Karl V. war er zu seinen Lebzeiten einer der einflussreichsten Männer im Königreich.

## Familie
Simon II. kam als zweiter Sohn Simons I. de Bucy und Jeannes de Luat in den 1290er Jahren zur Welt. Seine Familie war bürgerlich und stammte aus Bucy-le-Long im Vermandois. Er schlug zuerst eine geistliche Laufbahn ein. Seit 1310 war er Kanoniker in Pontoise, von wo aus er später nach Châlons-en-Champagne wechselte. Dort hatte er auch das Amt eines Diakons inne.
Vor 1339 heiratete Simon II. von Bucy mit Nicole Taupin die Tochter eines Mitglieds der Berufungskammer des Parlements. Fünf Kinder sind aus dieser Ehe bekannt:
- Jeanne; ⚭ 1) Jean II., seigneur de Chepoy, Admiral von Frankreich, 2) Guillaume de Wavrin, 3) Gaucher de Châtillon
- Marie; Mutter des Großmundschenks Pierre des Essarts, ⚭ wahrscheinlich 1) Guillaume de Mothier[3], 2) Philippe II. des Essarts
- Simon III.; Bischof von Soissons
- Renaud; Mitglied des Parlements
- Jean; Mitglied des Parlements

## Leben

### Politisches Wirken
Von 1326 bis 1336 fungierte Simon II. als königlicher Anwalt im Parlement de Paris, in dem er seit 1332 auch als Mitglied (Conseiller clerc) vertreten war. Nachdem Simon im Mai 1335 von König Philipp VI. in den Adelsstand erhoben worden war, wurde er 1336 zum dritten Präsidenten der Großen Kammer (Grande chambre) im Parlement ernannt. 1344 bekleidete er bereits das Amt ihres zweiten Präsidenten, ehe Philipp VI. ihn am 11. März 1345 zum ersten Präsidenten ernannte.
Neben dem jeweiligen Posten des Präsidenten hatte Simon II. de Bucy zahlreiche weitere Ämter inne. Unter anderem war er seit Juli 1343 Vorsitzender der Petitionskammer des königlichen Haushalts (Maître de requêtes), in der Petitionen von privilegierten Personen vom König selbst verhandelt wurden. Simon II. entschied in seiner Eigenschaft als Vorsitzender, ob die Eingaben an die Kammer angenommen oder an das Parlement verwiesen wurden. Außerdem war er Angehöriger des geheimen königlichen Rats Philipps VI. sowie Kanzler Johanns II.
Seine zahlreichen Ämter und seine Vertrauensstellung beim französischen König führten dazu, dass sowohl Philipp VI. als auch Johann II. und Karl V. ihm oft administrative Aufgaben übertrugen und ihn auf diplomatische Missionen sandten. So führte Simon II. im Namen der Krone Verhandlungen mit dem Heiligen Römischen Reich und im März 1341 mit Papst Benedikt XII. in Avignon. Johann II. beauftragte ihn zudem, mit dem bretonischen Herzog Karl von Blois den Heiratsvertrag für Johanns zweiten Sohn Ludwig auszuhandeln, der Karls Tochter Maria heiraten sollte.
Simon II. besaß bei seinen Zeitgenossen den Ruf eines hart durchgreifenden Mannes, der unerbittlich war, wenn es darum ging, die Interessen der französischen Krone durchzusetzen. Im Streit zwischen Johann II. und Karl II. von Navarra um die Ansprüche auf den französischen Thron, drohten in den von Karl regierten Gebieten (Le Midi und Normandie) Revolten gegen den König, der daraufhin Simon II. in die aufständischen Gebiete schickte, um für Ordnung zu sorgen. Dieser ließ jeden Aufruhr brutal mit Waffengewalt im Keim ersticken und die Rädelsführer wegen Hochverrats gegen die Krone und Frankreich exekutieren. Mehr als 25 Männer wurden auf sein Geheiß hingerichtet. Das drakonische Vorgehen Simons brachte derart viele hochgestellte Persönlichkeiten gegen den Präsidenten des Parlements auf, dass sich Johann II. im März 1352 und August 1353 dazu gezwungen sah, sogenannte Lettres de remission – einer Art nachträgliches Rechtfertigungsschreiben – auszustellen, um Simon II. de Bucy vor weiteren Angriffen politischer Gegner zu schützen.
Simons politischer Stern begann jedoch zu sinken, als im Oktober 1356 nach der verlorenen Schlacht bei Maupertuis und der Gefangennahme Johanns II. durch den englischen Prinzen Edward of Woodstock die Generalstände einberufen wurden. Ihm wurde vorgeworfen, er sei mitverantwortlich gewesen für die verheerende Niederlage, die vielen Franzosen das Leben gekostet hatte. Einer seiner erbittertsten Gegner, Robert le Coq, bezeichnete ihn als „Schlachter, dessen einziger Wunsch es sei, das Blut Frankreichs zu vergießen“ ([...] boucher qui n’a d’autre désir que de verser le sang der France [...]) Die Generalstände erwirkten daraufhin, dass Simon II. aller seiner Ämter enthoben und sein gesamter Besitz konfisziert wurde. Viele seiner Güter wurden vom aufgebrachten Mob geplündert und in Brand gesteckt. Trotzdem stand er weiterhin loyal zur französischen Krone, namentlich zum erst 18-jährigen Dauphin Karl, dem späteren König Karl V., der während der Gefangenschaft seines Vaters die Regentschaft übernahm. Als dessen Berater und Beauftragter unterzeichnete Simon II. am 25. März 1357 in Bordeaux ein Waffenstillstandsabkommen zwischen England und Frankreich. Obwohl ihm also Karl in seiner Eigenschaft als Regent Frankreichs sein Vertrauen schenkte, wagte es Simon II. de Bucy trotzdem nicht, nach Paris zurückzukehren, sondern zog sich nach Courtrai zurück.
Karl V. rehabilitierte Simon und andere „Geächtete“ durch einen Erlass vom 28. Mai 1359 und setzte ihn damit wieder in alle bisherigen Ämter und Ehren ein. Dazu erhielt Simon II. de Bucy eine Entschädigung von mind. 3.000 Goldécu für seine entstandenen Verluste. Schon kurz danach war er gemeinsam mit Jean Chalemard – Präsident der Berufungskammer (Chambre des enquêtes) – für die Erneuerung eines Bündnisses mit Schottland verantwortlich und beteiligte sich an den Verhandlungen mit England über die Höhe des Lösegeldes für Johann II.
Simon II. de Bucy war noch bis kurz vor seinem Tod in seinen Ämtern aktiv. Noch am 28. April 1369 nahm er an einer Beratung der Großen Kammer des Parlements teil. Er starb am 7. Mai 1369.

### Sonstiges
Simon II. de Bucy gelang es, den vom Vater ererbten Besitz zu seinen Lebzeiten beträchtlich zu vermehren. Neben eigenen Ankäufen trugen dazu auch großzügige Geschenke der französischen Könige bei. Sein angesammeltes Vermögen war derart groß, dass sich 1351 sogar der französische König Johann II. von ihm kurzfristig Geld lieh.
Durch die Rue de Buci, eine Straße in Paris, ist der Name des ersten Parlementspräsidenten auch heute noch sehr bekannt. 1350 kaufte Simon II. das Porte Saint-Germain, eines von zehn mittelalterlichen Pariser Stadttoren, dessen Erwerb mit dem Recht, Steuern von reisenden Händlern einzuziehen, verbunden war und ihm eine lukrative Einnahmequelle sicherte. Die Straße, die von der Abtei Saint-Germain-des-Prés zu diesem Tor führte, wird im Andenken an Simon II. de Bucy seit 1352 mit Rue de Buci bezeichnet. Auch das Tor selbst wurde später in Porte de Buci umbenannt. In seiner Nähe ließ Simon II. ein prachtvolles Hôtel errichten, das aber nach dem Tod Simons von seinen Söhnen verkauft wurde.